# Real Life (Simple-Minds-Album)
Real Life ist das neunte Studioalbum der britischen Band Simple Minds aus dem Jahr 1991.

## Entstehung und Veröffentlichung
Die Erstveröffentlichung von Real Life erfolgte am 8. April 1991 bei Virgin Records. Das Album erschien in seiner Originalausführung als CD mit zwölf Titeln (Katalognummer: CDV 2660).
Geschrieben wurden alle Lieder von den beiden Simple-Minds-Mitgliedern Charlie Burchill und Jim Kerr. Bei zwei Liedern erhielten sie Unterstützung durch Stephen Lipson, bei einem vom ehemaligen Simple-Minds-Keyboarder Michael MacNeil. Lipson zeichnete darüber hinaus auch für die Produktion verantwortlich.
Es war das erste Album ohne Keyboarder und Gründungsmitglied Michael MacNeil. Peter-John Vettese spielte Keyboards auf dem Album. Die übrige Band bestand aus Leadsänger Jim Kerr, Gitarrist Charlie Burchill, der auch Keyboards spielte, und Schlagzeuger Mel Gaynor. Den Bass spielte Malcolm Foster. Stephen Lipson, der Street Fighting Years mitproduziert hatte, produzierte das Album und spielte auch einige Bassparts.

## Titelliste
Text und Musik stammen von Charlie Burchill und Jim Kerr, außer wo angegeben.
1. Real Life – 4:54
2. See the Lights – 4:24
3. Let There Be Love – 4:57
4. Woman – 4:40 (Kerr, Burchill, Stephen Lipson)
5. Stand by Love – 4:06
6. Let the Children Speak – 4:17
7. African Skies – 4:53
8. Ghostrider – 3:22
9. Banging on the Door – 5:38
10. Travelling Man – 3:35 (Kerr, Burchill, Lipson)
11. Rivers of Ice – 3:31 (Text: Simple Minds; Musik: MacLachlan)
12. When Two Worlds Collide – 4:03

Einzelne Informationen zu Liedern
Let the Children Speak basiert auf dem Simple-Minds-Instrumentalstück Theme for Great Cities von Sister Feelings Call aus dem Jahr 1981. Eine neu aufgenommene Version dieses Stücks mit dem Titel Theme for Great Cities '91 erschien als B-Seite der Single See the Lights. Travelling Man hat eine gewisse Ähnlichkeit mit dem Song Waterfront von Sparkle in the Rain aus dem Jahr 1983. Rivers of Ice basiert auf Dr. Mackay's Farewell to Creagorry, einem Instrumentalstück, das 1958 vom Akkordeonisten Iain MacLachlan geschrieben wurde. Es wurde berühmt, nachdem es 1962 für den BBC-Thriller The Dark Island adaptiert wurde. When Two Worlds Collide basiert auf dem Titeltrack Real Life, ebenso wie der Song And the Band Played On aus dem Jahr 1995, der später auf dem Folgealbum Good News from the Next World erschien. Women and Ghosts (enthalten in der US-Ausgabe der Single Hypnotised von 1995) ist eine überarbeitete Instrumentalversion des Titelsongs.

## Mitwirkende
| Simple Minds - Jim Kerr – vocals - Charlie Burchill – guitar, keyboards - Mel Gaynor – drums Additional musicians - Alfred Bos – shaft guitar on "African Skies" - Andy Duncan – percussion - Malcolm Foster – bass - Lisa Germano – violin - Carol Kenyon – backing vocals - Stephen Lipson – production, bass, keyboards, odaiko - Wil Malone – orchestral arrangements - Sonia Morgan Jones – backing vocals - Peter-John Vettese – keyboards - Gavyn Wright – string conductor, string section leader | Studio personnel - Dougie Cowan – technical master - Giles Cowley – mixing, mixing assistant - Tony Donald – equipment coordinator, equipment technician - Simon Fowler – art direction, design, photography, stylist - Efren Herrera – engineer - Simon Heyworth – mastering - Ted Jensen – mastering - Paul Kerr – logistics - Will Malone – orchestration, orchestral arrangements - Heff Moraes – engineer, MIDI engineer, MIDI manager - Stylorouge – art direction, design - Gary Thomas – engineer - Au Yeung, Ying Ho – catering - Jane Ventom – A&R |

## Rezensionen
Allmusic wertete mit zwei von fünf Sternen. Alex Henderson schrieb: „Only the most devoted Simple Minds fans will want this generally uneventful CD; more casual listeners would be much better off sticking to the band's mid-'80s work.“ Thomas Guntermann meinte in der Zillo, es habe „kein einheitliches Konzept“ gegeben und Martin Scholz fragte Kerr in der Frankfurter Rundschau, ob ihm angesichts der stilistischen Sprunghaftigkeit „die Pferde durchgegangen“ seien.

## Kommerzieller Erfolg

### Chartplatzierungen
Das Album avancierte unter anderem in der Schweiz und dem Vereinigten Königreich (je Rang 2), Deutschland (Rang 3), Schweden (Rang 5), den Niederlanden (Rang 6) oder auch Norwegen zum Top-10-Erfolg.
| ChartsChartplatzierungen       | Höchstplatzierung | Wochen |
| ------------------------------ | ----------------- | ------ |
| Deutschland (GfK)              | 3 (37 Wo.)        | 37     |
| Österreich (Ö3)                | 11 (14 Wo.)       | 14     |
| Schweiz (IFPI)                 | 2 (29 Wo.)        | 29     |
| Vereinigte Staaten (Billboard) | 74 (11 Wo.)       | 11     |
| Vereinigtes Königreich (OCC)   | 2 (25 Wo.)        | 25     |

| ChartsJahrescharts (1991) | Platzierung |
| ------------------------- | ----------- |
| Deutschland (GfK)         | 16          |
| Schweiz (IFPI)            | 8           |

### Auszeichnungen für Musikverkäufe
| Land/Region                  | Auszeichnungen für Musikverkäufe (Land/Region, Auszeichnung, Verkäufe) | Verkäufe |
| ---------------------------- | ---------------------------------------------------------------------- | -------- |
| Australien (ARIA)            | Gold                                                                   | 35.000   |
| Deutschland (BVMI)           | Gold                                                                   | 250.000  |
| Frankreich (SNEP)            | 2× Gold                                                                | 200.000  |
| Italien (FIMI)               | 3× Gold                                                                | 300.000  |
| Niederlande (NVPI)           | Gold                                                                   | 50.000   |
| Schweden (IFPI)              | Gold                                                                   | 50.000   |
| Schweiz (IFPI)               | Platin                                                                 | 50.000   |
| Spanien (Promusicae)         | Gold                                                                   | 50.000   |
| Vereinigtes Königreich (BPI) | Platin                                                                 | 300.000  |
| Insgesamt                    | 6× Gold · 3× Platin ·                                                  | 985.000  |